# A Sertaneja

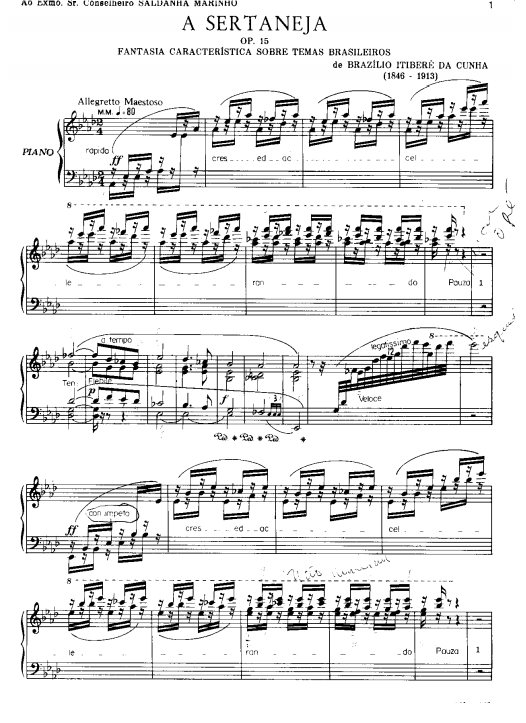

A Sertaneja, fantasia característica sobre temas brasileiros Op.15, editada em 1869, é uma obra de piano, composta por Brasílio Itiberê, baseada em um tema folclórico "Balaio, meu bem, Balaio".
Considerada, uma obra pioneira no nacionalismo erudito brasileiro, ao utilizar explicitamente um tema folclórico nacional, é também, a mais conhecida das obras de Brasílio Itiberê.

## Aspectos analíticos
A música de Brasílio Itiberê permaneceu mais citada do que analisada até a etnomusicóloga Helza Cameu e o musicólogo José Maria Neves apresentassem, cada um, análises pioneiras de A Sertaneja.
Dentro das diferenças regionais que o tema folclórico Balaio, meu bem, balaio possa apresentar, Cameu, identificou, entre sete fragmentos folclóricos cantados ou instrumentais que Brasílio Itiberê listou para Sant’anna Nery, dois utilizados em "A Sertaneja", os quais chamaremos aqui de Balaio 1 e Balaio 2.
Na análise que faz, Neves considera que “A estrutura formal de A Sertaneja é extremamente simples...” e diz que “Não parece necessária, entretanto, a busca deste possível parentesco...“ entre as versões de Balaio.
Tanto ele quanto Helza Cameu buscam explicar a estrutura rapsódica da obra de Brasílio Itiberê a partir da recorrência melódica explícita desses dois fragmentos folclóricos, mas não chegam a cogitar as diversas derivações rítmicas e intervalares que possam existir a partir das duas versões. Se a solução formal que Helza Cameu propõe é um “rondó imperfeito”, José Maria Neves especula entre a posição da colega, a caracterização de uma “verdadeira rapsódia” e a “definição de fantasia”, mas não deixa clara sua posição.
Ele esclarece, dentro da cronologia do nacionalismo brasileiro, as declarações ufanistas de João Itiberê da Cunha de que seu irmão teria sido o “descobridor” e o “primeiro marco da nacionalização da música em nosso país”.
Por outro lado, reforça a visão geral dos musicólogos brasileiros de que Brasílio Itiberê produziu apenas música ligeira. Ao mesmo tempo em que busca minimizar a fala do maestro-instrumentista-musicólogo italiano radicado no Brasil Vincenzo Cernicchiaro sobre músicos diletantes com suas “obras ligeiras e modestas”, categoria na qual coloca Brasílio Itiberê, Neves diz que o compositor incorporou “...no melhor e no pior sentido, muitos dos recursos composicionais e técnico-virtuosísticos de Liszt...” e que “...não se interessou muito por outras tradições pianísticas talvez muito mais sofisticadas, como a do romantismo alemão.”